# Michele McDonald
Pour les articles homonymes, voir McDonald.
Michele Marlene McDonald-Boeke (26 juin 1952 - 23 janvier 2020), est un mannequin et une reine de beauté américaine, couronnée miss Pennsylvanie USA 1971 puis miss USA 1971. En tant que miss USA, elle représente les États-Unis au concours Miss Univers 1971, où elle se classe dans les douze premières. 

## Source de la traduction
- (en) Cet article est partiellement ou en totalité issu de l’article de Wikipédia en anglais intitulé « Michele McDonald » (voir la liste des auteurs).